# NGC 790

NGC 790

NGC 790 في الفهرس العام الجديد، هي مجرة، تقع في كوكبة قيطس. اكتشفت في 10 سبتمبر 1785 بواسطة ويليام هيرشل.

## روابط خارجية
- NGC 790 على موقع ويكي سكاي: DSS2, SDSS, GALEX, IRAS, Hydrogen α, X-Ray, Astrophoto, Sky Map, Articles and images